# クフチャ・ムチュヌ
クフチャ・ムチュヌ（Khutha Mchunu、1997年7月1日 - ）は、ジャパンラグビーリーグワンの三菱重工相模原ダイナボアーズに所属している、南アフリカ共和国出身のラグビーユニオン選手。

## 経歴
スーパーラグビーのシャークス（南アフリカ共和国）の控え右プロップ選手として、2019年2月16日にシンガポール・ナショナルスタジアムで、サンウルブズ（日本）との対戦に出場した。これがプロチームとして初めての公式戦出場となる。このシーズンは2試合出場のみとなった。
翌2020年はチーターズにローン移籍。新型コロナウイルス感染症の世界的流行のなか、南アフリカ共和国内だけで開催された「スーパーラグビー・アンロックト」に、チーターズとして3試合出場。
2021年からシャークスに戻り、プロ14レインボーカップ（翌年からユナイテッド・ラグビー・チャンピオンシップ）に出場。特に2022年は15試合に出場した。
2024年からブルズに移籍。
2025年3月12日、ジャパンラグビーリーグワンの三菱重工相模原ダイナボアーズへの加入を発表した。同月16日に行われたJAPAN RUGBY LEAGUE ONE第11節交流戦東京サンゴリアス戦にて先発出場でリーグワン公式戦初出場を果たした。
2025年5月9日、三菱重工相模原ダイナボアーズ退団を発表。在籍中、6試合出場した。